# طرق الشر (أغنية)
طرق الشر (بالإنجليزية: Evil Ways)‏ أغنية اشتهر بها فريق الروك المكسيكي الأمريكي «سانتانا» Santana من ألبومه الأول الذي يحمل العنوان «سانتانا» عام 1969. كتب الأغنية كلارنس «سوني» هنري وسجلها في الأصل عازف الجاز ويلي بوبو في ألبومه «بوبو موشن Bobo Motion» عام 1967. سجل الأغنية أيضا فريق «فيلدج كولار The Village Callers».
صدرت كأغنية فردية في أواخر عام 1969، وأصبحت أول أغاني فريق سانتانا التي تصل إلى قائمة أفضل 40 أغنية، وأفضل 10 أغاني في الولايات المتحدة. بلغت الأغنية ذروتها في المركز التاسع على قائمة بيلبورد الفردي في 21 مارس 1970.

## طاقم العزف والتسجيل
- جريج رولي: غناء رئيسي واورج هاموند وبيانو

- كارلوس سانتانا: جيتار رئيسي وغناء داعم

- ديفيد براون: جيتار باس

- مايكل شرايف: طبول

- مايكل كارابيلو: كونغاس وإيقاع

- خوسيه «تشيبيتو» ارياز: تمبالا وكونغاس وإيقاع[5]

## التسجيل والأداء الحي
يؤدي جريج رولي الغناء الرئيسي ويعزف على أرغن هاموند منفردًا في القسم الأوسط من الأغنية. تتضمن الأغنية عزفًا منفردًا للجيتار يؤديه كارلوس سانتانا، الذي يؤدي أيضًا غناء الدعم. كان لسانتانا تأثيرًا كبيرًا في مهرجان وودستوك، حيث قاموا بتضمين «طرق الشر» في مجموعة أغانيهم على المسرح، وكان الفريق لم يصدر ألبومهم الأول بعد، لكنهم صنعوا اسمًا لأنفسهم وهم يلعبون العروض الحية على الساحل الغربي. نجح مديرهم بيل جراهام في وضع الفريق ليؤدي في نفس اليوم الذي لعب فيه الفريق العملاق جريتفل ديد Grateful Dead. صدر ألبومهم الأول، سانتانا، بعد أسبوعين وسط موجة من مقالات صحفية إيجابية عن دور الفريق في مهرجان وودستوك.

## نسخ أخرى للأغنية
أصدر جوني ماتيس نسخته كأغنية منفردة في عام 1970، وظهرت على قائمة الكاش بوكس في المركز 118 وظهرت في استطلاعات الرأي في بيلبورد وورلد ريكورد.
أصدر عازف ساكسفون الجاز ستانلي تورنتين نسخته من الأغنية على أنها اندماج موسيقى للجاز السلس في ألبومه «الرجل ذو الوجه الحزين»، الذي صدر في عام 1976.
أخذ مغني الراب اللاتيني «ميلو مان آيس» لحن الأغنية ضمن أغنيته المنفردة «مينتيروزا Mentirosa» عام 1989.
أخذ مغني الراب الفلبيني «راب آسيا» لحن الأغنية واستخدمه كلحن رئيسي لأغنيته التغالوغية «هواي تيسيسموزا Hoy! Tsismosa»، للألبوم الذي يحمل نفس الاسم والذي صدر في الفلبين عام 1991.
قامت فرقة الروك البديل «راستيد رووت Rusted Root» بأداء أغنية «طرق الشر» على الموسيقى التصويرية لفيلم عام 1995 «بيت الأجازات Home for the Holidays».
أخذ أليكس جيمينو عينة من لحن الأغنية لتتضمنها أغنيته «فنكي بكيني» عام 1999 من مشروعه الموسيقي بعنوان «اورسولا 1000».  
تم استخدام الأغنية في فيلم «السرعة والغضب The Fast and the Furious» عام 2001.     

## كلمات الأغنية
عليك أن تغيرِ طرقك الشريرة يا حبيبتي You've got to change your evil ways baby
قبل أن أتوقف عن حبك Before I stop lovin' you
عليك أن تغيرِ حبيبتي You've got to change baby
وكل كلمة أقولها صحيحة And every word that I say is true
لقد جعلتني أركض واختبأ في جميع أنحاء المدينة You've got me runnin' and hidin' all over town
لقد جعلتني أتسلل واختلس النظر وأركض خلفك You've got me sneakin' and a peepin' and runnin' you down
هذا لا يمكن أن يستمر This can't go on
يعلم الرب أنه يجب عليكِ التغيير ياصغيرتي Lord knows you've got to change baby
صغيرتي Baby
عندما أعود للمنزل، حبيبتي When I come home baby
بيتي مظلم وأفكاري باردة My house is dark and my thoughts are cold
أنتِ تتسكعين حبيبتي You hang around baby
مع جان وجوان ومن أيضًا من With Jean and Joan and a who knows who
لقد تعبت من الانتظار والعبث I'm gettin' tired of waiting and fooling around
سأجد شخصًا لا يجعلني أشعر وكأنني مهرج I'll find somebody that won't make me feel like a clown
هذا لا يمكن أن يستمر This can't go on
يعلم الرب أنه يجب عليكِ التغيير Lord knows you've got to change

## وصلات خارجية
https://www.youtube.com/watch?v=0FJn1_F2P5c طرق الشر (أغنية)